# Bufo ailaoanus
Bufo ailaoanus е вид земноводно от семейство Крастави жаби (Bufonidae).

## Разпространение
Видът е разпространен в Китай.